# Plattagroep
De Plattagroep of Oberhalbsteiner Alpen zijn een gebergtegroep of bergketen in de Westelijke Rätische Alpen, in het Zwitserse kanton Graubünden. De hoogste top is de Piz Platta (3.386 meter) waarnaar de groep genoemd werd.
Oberhalbstein is de Duiste naam voor Sursés, de vallei van de Gelgia die de bergketen aan de oostelijke zijde begrenst.

## Begrenzing
De Plattagroep eindigt in het noorden bij de vallei van de Albula die de bergketen scheidt van de Plessuralpen aan de overzijde. In het westen vormt de Splügenpas de grens. Deze vormt de grens met de Westelijke Alpen (de Plattagroep maakt deel uit van de Oostelijke Alpen). Tegenover de Plattagroep ligt hier de Adulagroep. Deze maakt deel uit van de Lepontische Alpen.
Aan de overzijde van het Oberhalbstein- of Surses-dal in het oosten liggen de Albula Alpen. De onverharde Septimerpas (2.310 m) vormt het hoogste verbindingspunt tussen de Oberhalbsteiner Alpen en de Adula Alpen.
Ten zuiden van de Plattagroep ligt de Bregaglia-vallei. Ten zuiden van deze vallei bevindt zich het Berninamassief.

## Geografie
De Alpenhoofdkam loopt dwars door de Plattagroep van de Splügenpas naar de Septimerpas. Het noordelijke deel van de Oberhalbsteiner Alpen watert af naar de Noordzee via de Rijn. Het zuidelijk deel watert af naar de Middellandse Zee via de Po.
De Piz Platta vormt met zijn 3386 meter hoogte het hoogste punt van de bergketen. Deze bevindt zich relatief centraal in het bergmassief, ten oosten van Avers. De Piz Platta ligt niet op de Alpenhoofdkam maar op de waterscheiding tussen de Juferrhein en de Gelgia (beiden behorend tot het stroomgebied van de Alpenrijn).
Er zijn geen doorgaande wegen die de Plattagroep doorkruisen. De meest centrale bewoonde vallei is deze van Avers, maar deze loopt in het zuiden dood. De Pass da Niemet (wandelpad, 2282 m) vormt één van de laagste passen tussen noord en zuid. Deze ligt iets meer dan vijf kilometer ten zuidoosten van de Splügenpas en vormt een verbinding tussen het Zwitserse Ferrera en het Italiaanse Madesimo.
De Fuorcla Starlera (2.513 m, Innerferrera - Radons) of Stallerberg (2.584 m, Juf - Bivio) zijn andere belangrijke bergpassen (wandelpaden) in de bergketen en verbinden beiden de vallei van Avers met deze van de Gelgia. Dit vermijdt een omweg via Thusis in het noorden.